# Elezioni generali in Senegal del 1988
Le elezioni generali in Senegal del 1993 si tennero il 28 febbraio per l'elezione del Presidente e il rinnovo del Parlamento.

## Risultati

### Elezioni presidenziali
| Candidati      | Partiti                                          | Voti      | %     |
| -------------- | ------------------------------------------------ | --------- | ----- |
| Abdou Diouf    | Partito Socialista                               | 828 301   | 73,21 |
| Abdoulaye Wade | Partito Democratico Senegalese                   | 291 869   | 25,80 |
| Babacar Niang  | Partito per la Liberazione del Popolo            | 8 449     | 0,75  |
| Landing Savané | Movimento Rivoluzionario per la Nuova Democrazia | 2 849     | 0,25  |
| Totale         | Totale                                           | 1 131 468 | 100   |

### Elezioni parlamentari
| Liste                                                | Voti      | %     | Seggi |
| ---------------------------------------------------- | --------- | ----- | ----- |
| Partito Socialista                                   | 794 559   | 71,34 | 103   |
| Partito Democratico Senegalese                       | 275 552   | 24,74 | 17    |
| Lega Democratica/Movimento per il Partito del Lavoro | 15 664    | 1,41  | –     |
| Partito per la Liberazione del Popolo                | 13 186    | 1,18  | –     |
| Partito dell'Indipendenza e del Lavoro               | 9 304     | 0,84  | –     |
| Unione Democratica Senegalese - Rinnovamento         | 5 481     | 0,49  | –     |
| Totale                                               | 1 113 746 | 100   | 120   |